# Forbidden Adventure
Forbidden Adventure is een Amerikaanse filmkomedie uit 1931 onder regie van Norman Taurog. Destijds werd de film in Nederland uitgebracht onder de titel Majesteit staakt.

## Verhaal
Twee weduwes reizen met hun kinderen naar Hollywood. Daar worden die kinderen concurrerende filmsterren. De beide families gaan later op promotietour naar Londen. Ze maken er kennis met een jonge koning uit Midden-Europa. De drie kinderen hebben schoon genoeg van hun verstikkende levens en ze besluiten er samen vandoor te gaan. Ze vluchten naar de dokken en sluiten zich aan bij een misdaadbende.

## Rolverdeling
| Acteur           | Personage          |
| ---------------- | ------------------ |
| Mitzi Green      | Daisy Tate         |
| Edna May Oliver  | Bessie Tate        |
| Louise Fazenda   | Maggie Tiffany     |
| Jackie Searl     | Tim                |
| Bruce Line       | Koning Maximiliaan |
| Virginia Hammond | Koningin Sidonia   |
| Lawrence Grant   | Opperstalmeester   |
| Dell Henderson   | Regisseur          |